# SC Jiul Petroşani
SC Jiul Petroşani é um clube da Liga V de futebol da Roménia situado na cidade de Petroşani.